# Lypoglossa franclemonti
Lypoglossa franclemonti är en skalbaggsart som beskrevs av Hoebeke 1992. Lypoglossa franclemonti ingår i släktet Lypoglossa och familjen kortvingar. Inga underarter finns listade i Catalogue of Life.